# Bulbophyllum falcatum
Bulbophyllum falcatum là một loài thực vật thuộc họ Orchidaceae bản địa của khu vực châu Phi nhiệt đới từ Sierra Leone tới Congo và miền tây Uganda. Đây là một thành viên thuộc đoạn Megaclinium. Nó có cuống giống một cái cánh dài khoảng 10 cm và dày 8–10 mm. Trên mỗi cạnh của cuống có một chuỗi hoa 10-15 bông mỗi hàng. Đài hoa màu đỏ đậm và cánh hoa cực nhỏ giống như sợi chỉ. Trên phần hoa thì đài hoa mặt lưng là lớn nhất, dài 8–9 mm và là phần nổi bật nhất của cụm hoa. Về phía cuối của đài hoa mặt lưng có một bộ phận màu vàng dày hơn.